# Montalto delle Marche
Montalto delle Marche település Olaszországban, Marche régióban, Ascoli Piceno megyében. Lakosainak száma 1893 fő (2023. január 1.). Montalto delle Marche Carassai, Cossignano, Montedinove, Ortezzano, Castignano, Monte Rinaldo és Montelparo községekkel határos.

## Népesség
A település lakossága az elmúlt években az alábbi módon változott:
| Lakosok száma | 2104 | 2078 | 1893 |
|               | 2017 | 2018 | 2023 |